# Atlas FC
Atlas Fútbol Club, zkráceně Atlas FC, je mexický fotbalový klub sídlící ve městě Guadalajara ve státě Jalisco. Hraje na stadionu Estadio Jalisco. Tým byl 1× mistrem Mexika. Má černo-červené dresy.

## Historie
Klub byl založen roku 1916 skupinou lidí, která předtím studovala na Ampleforth College v Británii. Patronem této školy je svatý Vavřinec a od toho jsou odvozeny klubové barvy (černá jako mučedník a červená jako krev). Název klubu je odvozen od mytického Atláse.
V amatérské éře tým vyhrál 5× regionální ligu státu Jalisco.
Roku 1943 tým vstoupil do celostátní profesionální ligy. Od té doby 3× sestoupil do 2. ligy, ale vždy jen na 1 rok.
Roku 1951 tým vyhrál mexickou ligu.
V letech 2000, 2008 a 2015 hrál tým jihoamerický Pohár osvoboditelů.

## Úspěchy
- Liga MX: 1

1950-51
- Copa MX: 4

1945–46, 1949–50, 1961–62, 1967–68
- Liga Amateur de Jalisco: 5

1918, 1919, 1920, 1921, 1936